# Marta Heflin
Marta Michelle Heflin (* 29. März 1945 in Washington; † 18. September 2013 in Manhattan) war eine US-amerikanische Kabarettistin und Schauspielerin mit Charakterrollen in Film, Fernsehen und Theater. International bekannt wurde sie vor allem durch ihre Rollen in den Kinoproduktionen A Star Is Born, Ein perfektes Paar, Komm zurück, Jimmy Dean oder The King of Comedy.

## Leben und Karriere
Marta Michelle Heflin wurde 1945 in Washington geboren. Ihr Vater Martin Heflin war ein Public Relations-Manager und ihre Mutter Julia eine Journalistin und Theaterregisseurin. Durch die Liebe der Mutter für die Bühne wandte sich Marta Heflin früh der Schauspielerei zu. Der Durchbruch als ernsthafte Schauspielerin gelang ihr 1967, als sie in der Bühnenversion des Musicals Brigadoon für die zwischenzeitlich an einer Lungenentzündung erkrankten Schauspielerin Karen Morrow einspringen durfte und ohne Probezeit in der prominenten Rolle als Soubrette Meg als Schauspielerin brillieren konnte.
1976 gab sie im Kino ihr Spielfilmdebüt als Schauspielerin in einer Nebenrolle in Frank Piersons Musikfilm A Star Is Born im Schauspieler-Ensemble um Barbra Streisand, Kris Kristofferson und Gary Busey. Zwei Jahre später besetzte sie der Regisseur Robert Altman in seinem romantischen Drama Eine Hochzeit in einer Nebenrolle. Von ihrer starken Präsenz begeistert, gab er Altman dann 1979 die weibliche Hauptrolle der Sheila Shea in seinem Film Ein perfektes Paar neben Schauspielerkollege Paul Dooley.
1980 wandte sie sich Marta Heflin auch kurzzeitig dem Fernsehen zu und man sah sie in einer kleinen Gastrolle in dem Auschwitz Drama mit Vanessa Redgrave Playing for Time von den Regisseuren Daniel Mann und Joseph Sargent. 1981 wirkte sie in einer kleinen Rolle in Jonathan Kaplans The Gentleman Bandit mit.
Robert Altman besetzte sie dann 1982 erneut als Schauspielerin in seinem preisgekrönten Drama Komm zurück, Jimmy Dean neben Sandy Dennis, Kathy Bates, Karen Black und Cher. Noch im gleichen Jahr spielte sie unter der Regie von Martin Scorsese in der Komödie The King of Comedy in der Besetzung Robert De Niro, Jerry Lewis und Diahnne Abbott. 
In ihrer langen Karriere als Schauspielerin trat Marta Heflin auch in einer Vielzahl von Bühnenstücken auf, unter anderem am Broadway. Sie hatte wichtige Rollen in Fiddler on the Roof, Hair oder Jesus Christ Superstar. Daneben spielte sie als vielseitige Kabarettistin auch häufig in bekannten Nachtclubs von New York City.
Sie starb nach längerer Krankheit am 18. September 2013 im Alter von 68 Jahren in Manhattan.
Marta Heflin war die Nichte des Oscar-prämierten Schauspielers Van Heflin. Zu ihren Verwandten gehörten als Cousin der Regisseur Jonathan Kaplan und ihr Onkel der Filmkomponist Sol Kaplan.

## Filmografie (Auswahl)

### Kinofilme
- 1976: A Star Is Born
- 1978: Eine Hochzeit (A Wedding)
- 1979: Ein perfektes Paar (A Perfect Couple)
- 1982: Komm zurück, Jimmy Dean (Come Back to the Five and Dime, Jimmy Dean, Jimmy Dean)
- 1982: The King of Comedy

### Fernsehen
- 1980: Playing for Time (Fernsehfilm)
- 1981: The Gentleman Bandit (Fernsehfilm)